# フロレント
フロレント（Florent, Florennt）は、アーサー王伝説に登場する剣。14世紀末頃の中英語の韻文『頭韻詩アーサーの死』に登場する。
『頭韻詩アーサーの死』では、アーサー王に敵対するローマ皇帝ルキウス・ティベリウスの剣として登場する。